# Scotobleps gabonicus
Scotobleps gabonicus é uma espécie de anfíbio da família Arthroleptidae. É a única espécie do género Scotobleps. Está distribuída pela Nigéria, Camarões, Guiné Equatorial e Gabão.